# Pyriofenon
Pyriofenon ist eine chemische Verbindung aus der Gruppe der Benzophenonderivate.

## Eigenschaften
Pyriofenon ist ein weißer Feststoff, der praktisch unlöslich in Wasser ist.

## Verwendung
Pyriofenon wird als Fungizid verwendet. Die Verbindung wurde durch die Firma ISK Biosciences entdeckt und entwickelt. Sie soll in Getreide, Wein und anderen Acker- und Gemüsekulturen eingesetzt werden und wirkt besonders gegen Echten Mehltau (z. B. Erysiphe, Leveillula, Podosphaera, Sphaeroteca u. a.).

## Zulassung
Pyriofenon erhielt im Januar 2010 eine vorläufige Zulassung und ähnelt strukturell sehr der Verbindung Metrafenon. In der EU ist die Verbindung seit dem 1. Februar 2014 zugelassen.
In Deutschland, Österreich und der Schweiz sind Pflanzenschutzmittel-Produkte mit diesem Wirkstoff im Handel erhältlich.